# Château de Rukkelingen
Le château de Rukkelingen est un château située dans le village belge de Leeuw-Saint-Pierre (Région flamande).